# Y Pictoris
Y Pictoris är en halvregelbunden variabel av SRB-typ i stjärnbilden Målaren.
Stjärnan har visuell magnitud +8,54 och varierar i ljusstyrka med en amplitud av 0,43 magnituder och en period av 115,7 dygn.